# كلاوس تيو غرتنر
كلاوس تيو غرتنر (بالألمانية: Claus Theo Gärtner)‏ هو ممثل ألماني، ولد في 19 أبريل 1943 في ألمانيا.

## وصلات خارجية
- كلوز ثيو غارتنر على موقع IMDb (الإنجليزية)
- كلوز ثيو غارتنر على موقع مونزينجر (الألمانية)
- كلوز ثيو غارتنر على موقع ألو سيني (الفرنسية)
- كلوز ثيو غارتنر على موقع قاعدة بيانات الفيلم (الإنجليزية)
- كلوز ثيو غارتنر على موقع كينوبويسك (الروسية)